# Arch Motorcycle
Arch Motorcycle (Eigenschreibweise ARCH Motorcycle) ist ein amerikanisches Unternehmen des Schauspielers Keanu Reeves, das Motorräder herstellt.

## Geschichte
2007 wollte Keanu Reeves sein Harley-Davidson-Motorrad umbauen lassen. Dabei traf er auf Gard Hollinger, einen in Fachkreisen bekannten Custombike-Designer. Aus der Zusammenarbeit entwickelte sich eine Freundschaft und die Arch Motorcycle Company. 2011 stellten Reeves und Hollinger einen ersten Prototyp vor. Im Jahr 2014 produzierte Arch das erste Modell KRGT-1. Auf der EICMA 2017 präsentierte er die zwei weiteren Modelle 1S und Method 143, die im November 2017 in Produktion gingen.

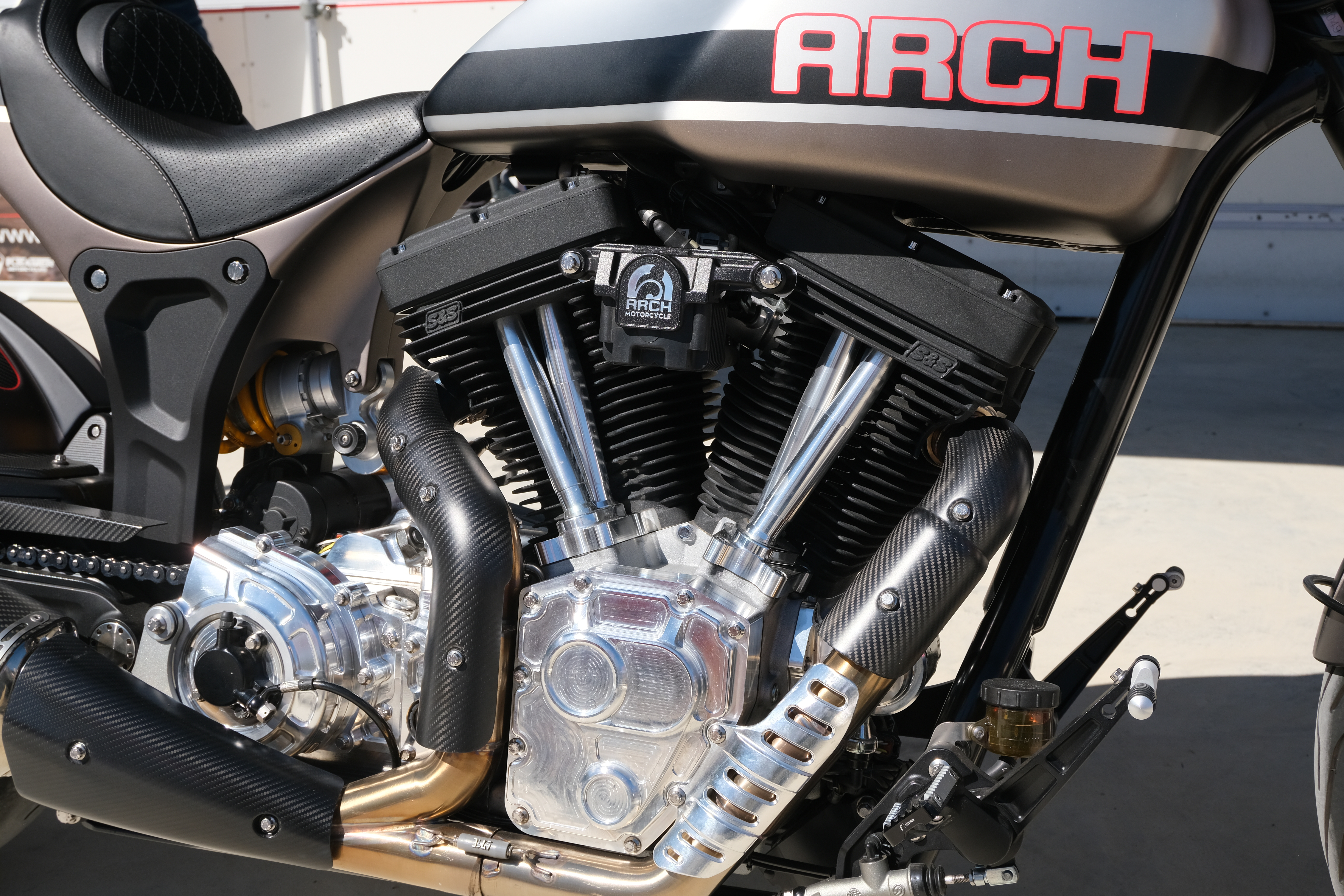
Motor der KRGT-1 von S&S Cycle

## Modelle
Jedes Modell wird an die individuellen Anforderungen der Kunden angepasst. Die Anpassung beginnt mit der Optik, gefolgt von einer ergonomischen Abstimmung von Sitz, Fuß- und Handbedienung. Jede Arch wird im Werk von Arch Motorcycle in Los Angeles auf Bestellung gefertigt.
Arch-Motorräder werden als „American Performance Cruiser“ beschrieben, laut Reeves und Hollinger ein Motorrad im typisch amerikanischen Motorradstil mit dem Komfort und der Reichweite eines Cruisers, aber in der Leistung näher an einem Sportmotorrad. Rahmen, Fahrwerk und die komplette Peripherie sind Eigenkonstruktionen, als Antrieb dient jeweils ein luftgekühlter V-Twin (Zweizylinder) von S&S Cycle mit mindestens 2032 cm³ Hubraum. Die Federungselemente stammen von Öhlins und Hebel sowie Fußrastenanlagen von Rizoma. Die Rahmen sind aus Aluminium mithilfe einer CNC-Maschine gefräst. Es werden bei der Verkleidung hauptsächlich Karbonfaserteile verwendet. Alle Motorräder werden in limitierter Auflage produziert.
Die KRGT-1 ist eine Mischung aus Cruiser mit langem Radstand und breiter Bereifung und Streetfighter-Motorrad mit starker Motorisierung.
Die 1S und die Method 143 haben eine sportlichere, aggressivere Fahrposition und ein sportlicheres Design. Die Method 143 wird als „Konzept“ bezeichnet und hat ein ungewöhnliches und auffälliges Aussehen.

## Preise
Die Preise der Modelle sind aufgrund der kundenspezifischen Anpassungen sehr unterschiedlich. Die KRGT-1 kostet netto ca. 81.000 Euro, die 1S rund 121.000 Euro und die Method 143 ungefähr 76.500 Euro.